# 恩西·莱特

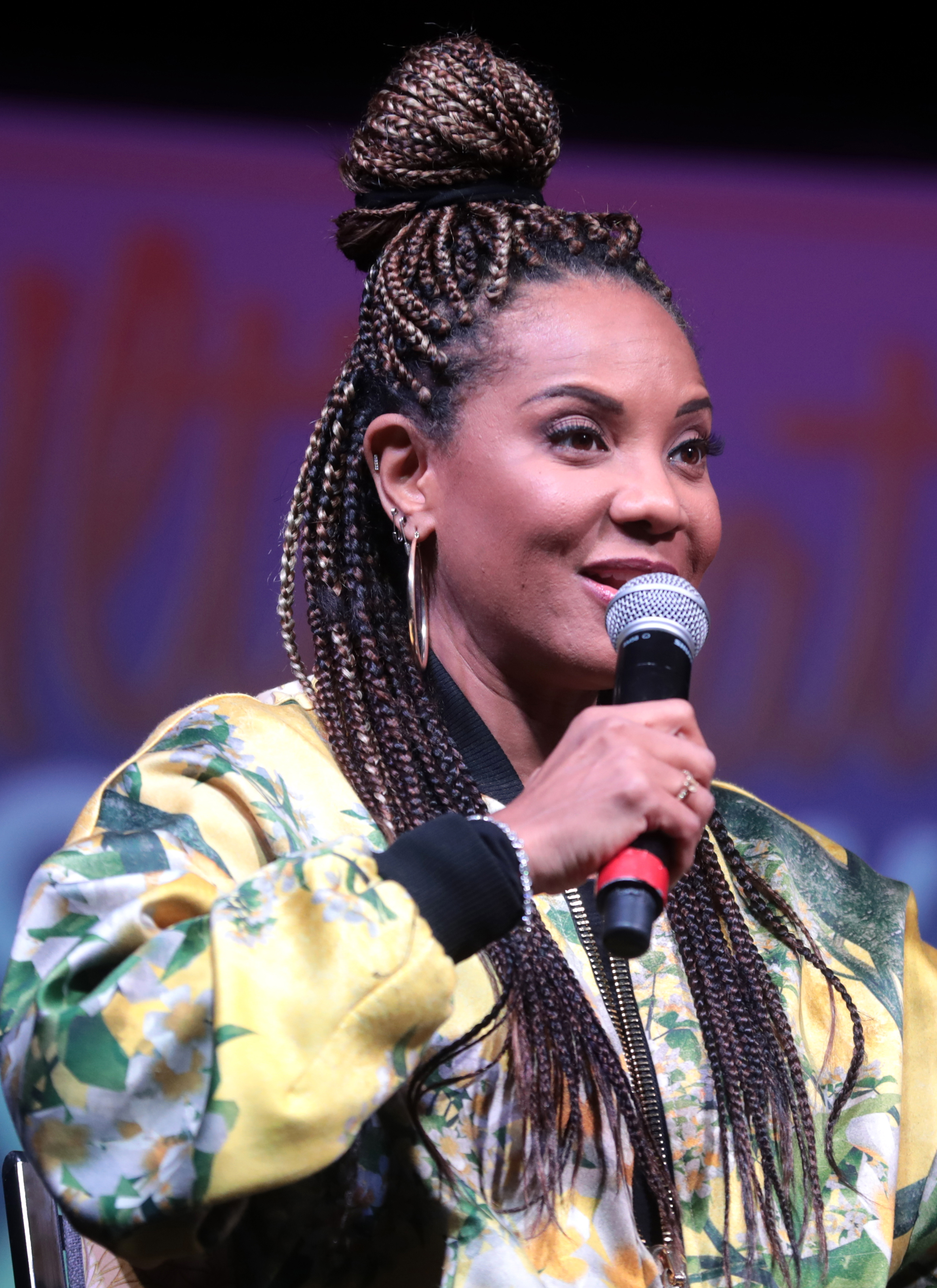
攝於2019年

恩西·莱特（Lana Michele Moorer，1970年10月11日—）是一位美国黑人说唱歌手。 她在20世纪80年代末開始出名。 1989年，她发行的第二张专辑登上Billboard 200。 1991年，她的單曲首次登上告示牌百大單曲榜。1993年，她成为第一位获得美國唱片業協會金牌认证的女性说唱歌手。